# Radove, Zaricine
Radove (în ucraineană Радове) este un sat în comuna Kuhce din raionul Zaricine, regiunea Rivne, Ucraina.

## Demografie
Componența lingvistică a localității Radove
     Ucraineană (100%)
Conform recensământului din 2001, toată populația localității Radove era vorbitoare de ucraineană (100%).